# Ernst Laraque
Ernst Laraque (16 november 1970) is een Haïtiaans judoka. Bij de Pan-Amerikaanse Spelen van 2003 won hij brons in de lichtgewichtsklasse (-73 kilo).
Hij kwam uit voor zijn land tijdens de Olympische Spelen van 2000 in Sydney en van 2004 in Athene.

## Erelijst

### Pan-Amerikaanse kampioenschappen
- – 1997 Guadalajara, Mexico (– 71 kg)